# Cobratoxina

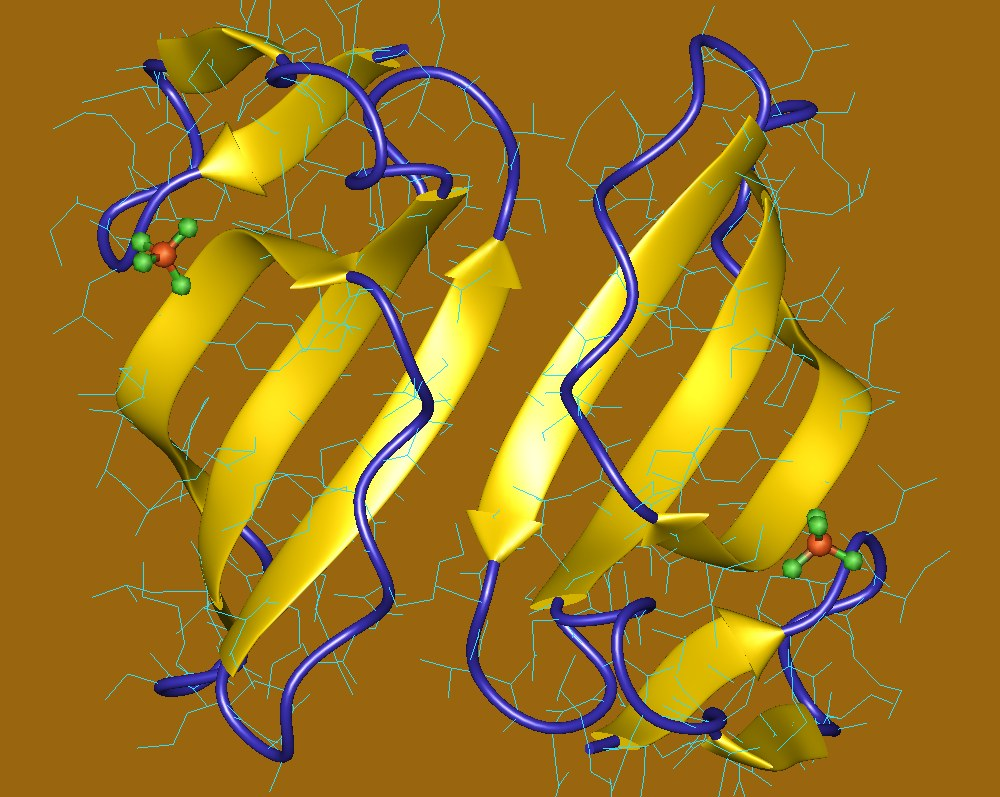
Cardiotoxin V4/II dimer, Naja mossambica.

La α-Cobratoxina es una sustancia que forma parte del veneno de ciertas especies del género Naja. Es un antagonista selectivo para el receptor nicotínico de acetilcolina muscular (nAChR), que produce parálisis al impedir la unión de la acetilcolina al nAChR.

## Fuente
Es una neurotoxina presente en el veneno de cobras tales como Naja atra y Naja siamensis (cobra de anteojos) (Yang, 1965)

## Química
α-Cobratoxina consiste de 71 residuos de aminoácidos y 5 puentes disulfuro (Zeng et al., 2002). También es conocida como neurotoxina 1, neurotoxina 3, o CbTx. Pertenece a la subfamilia neurotoxina-alfa II, en cual incluye también a la Alfa-Bungarotoxina.

## Blanco
Esta neurotoxina se une con alta afinidad al ligando de compuerta del receptor de acetilcolina nicotínico (nAChR) , que juega un papel importante en la trasmisión sináptica en sistema nervioso central y en la  unión neuromuscular (NMJ) (Konstantakaki et al., 2007). Tiene una afinidad para el α7 nAChR neuronal de pollo de 6 nM y para el nAchR del Torpedo NMJ de 39 pM (Servent, 2000)).

## Modo de acción
La cobratoxina se une al dominio de unión al ligando entre las subunidades α/γ o α/δ nAChR  (Chen et al., 2006). Causa un bloqueo postsináptico en la NMJ nAChRs al impedir la unión de acetilcolina a su receptor. Las grandes neurotoxinsas como la cobratoxina también bloquean la α7 nAChRs neuronal  (Hue et al., 2007), pero no está claro aún como las grandes neurotoxinas pueden efectivamente llegar al sistema nervioso central (CNS).

## Toxicidad
La dosis letal DL50 de cobratoxina en ratones es  4 µg/kg (Lipps, 2001).

## Tratamientos
Los investigadores están tratando de desarrollar una vacuna contra la toxina usando un adenovirus deficiente en replicante que contiene cobratoxina  mutante (Pergolizzi et al., 2005).